# Conde D'Ervideira
Conde D'Ervideira é um vinho do Alentejo. Em 2017, o seu Reserva Branco ganhou a medalha de ouro no concurso mais exigente para vinhos brancos, o Mundus Vini, na Alemanha.
A marca produz 35 mil garrafas por ano, sendo cerca de metade destinada à exportação para a Europa e Brasil. O adega está actualmente trabalhando no sentido do aumento da produção, tendo sido plantadas novas vinhas da casta alentejana Antão Vaz, que deverão ficar produtivas dentro de dois a três anos. Desde 2013, foram investidos um milhão de euros em novas vinhas. A adega aumentou também a compra de barricas de carvalho húngaro, onde se processa a fermentação e o estágio de seis meses do Conde D’Ervideira, consideradas fundamentais para a qualidade do vinho.
Em Setembro de 2017, o "2016 Conde d' Ervideira Branco Reserva Alentejo DOC" ganhou a medalha Grand Gold no Mundus Vini Summer Tasting 2017, na 21ª edição do concurso que decorreu na Alemanha. Foi a primeira vez que um vinho branco português ganhou a medalha de ouro neste concurso, sendo seleccionado entre os dezasseis melhores vinhos brancos do mundo. O vinho é produzido a partir da casta Antão Vaz.